# Тейлор, Томми
То́мас Те́йлор (англ. Thomas Taylor; 29 января 1932, Барнсли, Англия — 6 февраля 1958 Мюнхен, ФРГ), более известный как То́мми Те́йлор (англ. Tommy Taylor) — английский футболист, нападающий. Выступал за английские клубы «Барнсли» и «Манчестер Юнайтед», а также за сборную Англии. Физически крепкий и высокий Тейлор был классическим британским «центр-форвардом», забивая множество мячей головой. В «Юнайтед» он составлял атакующий дуэт с Деннисом Вайоллетом. Альфредо ди Стефано назвал его «великолепным» (исп. magnifico).
Тейлор был одним из восьмерых футболистов «Манчестер Юнайтед», погибших во время Мюнхенской авиакатастрофы 1958 года.

## Клубная карьера
Тейлор начал играть за футбольную команду местной угольной шахты, где он работал. Когда Томми было 16 лет, его заметили скауты «Барнсли», и в июле 1949 года Тейлор подписал контракт с клубом. Его дебютный матч за основу «Барнсли» состоялся 7 октября 1950 года во время встречи с «Гримсби Таун», который «дворняги» выиграли со счётом 3:1. Уже в следующем матче, который состоялся 4 ноября 1950 года, Тейлор сделал «хет-трик», поучаствовав в разгроме «Куинз Парк Рейнджерс» со счётом 7:0.
Выдающаяся игра за «Барнсли» во Втором дивизионе привлекла внимание скаутов, и в марте 1953 года Тейлор перешёл к действующим чемпионам Первого дивизиона, «Манчестер Юнайтед», за 29 999 фунтов. (Мэтт Басби не хотел, чтобы молодой Тейлор зазнался и стал «футболистом стоимостью 30 тысяч фунтов». Поэтому во время передачи трансферных денег Басби достал из кошелька купюру достоинством в 1 фунт и передал её официантке в качестве «чаевых»).
Тейлору удался отличный старт: в дебютном матче за «Юнайтед» он сделал «дубль». К концу сезона 1952/53 он забил 7 голов в 11 матчах. Тейлор помог «Юнайтед» взять чемпионский титул в сезонах 1955/56 и 1956/57, а также забил гол в Кубка Англии 1957 года, который «Манчестер» уступил «Астон Вилле» со счётом 2:1.
Тейлор был настолько ценным для команды, что Мэтт Басби отказался от рекордного трансферного предложения «Интера» в 65 000 фунтов в том же 1957 году. Если бы переход состоялся, был бы побит мировой рекорд по сумме трансфера футболиста.
Возможно, Тейлор был величайшим центр-форвардом Англии той эпохи. Также он считается одним из наиболее недооценённых футболистов всех времён: его голевые показатели являются выдающимися для любой эпохи. За «Юнайтед» он забивал в среднем 2 гола в 3 матчах, или 1 гол за каждые два часа игры на поле. Несмотря на это, его имя мало известно людям, незнакомым с историей «Манчестер Юнайтед».
Многие рассматривали Тейлора в качестве идеальной замены Нэту Лофтхаусу в сборной Англии. Томми сыграл в 19 матчах за сборную, в которых забил 16 голов.
Тейлор скончался мгновенно во время Мюнхенской авиакатастрофы 1958 года. К тому моменту он был помолвлен с девушкой по имени Кэрол.

## Карьера в сборной
Тейлор провёл 19 матчей за национальную сборную Англии на позициях центрфорварда и инсайда. Принял участие в чемпионате мира 1954 года.

### Матчи за первую сборную Англии
| Матчи и голы Тейлора за сборную Англии | Матчи и голы Тейлора за сборную Англии | Матчи и голы Тейлора за сборную Англии | Матчи и голы Тейлора за сборную Англии | Матчи и голы Тейлора за сборную Англии | Матчи и голы Тейлора за сборную Англии |
| -------------------------------------- | -------------------------------------- | -------------------------------------- | -------------------------------------- | -------------------------------------- | -------------------------------------- |
| №                                      | Дата                                   | Соперник                               | Счёт                                   | Голы Тейлора                           | Соревнование                           |
| 1                                      | 17 мая 1953                            | Аргентина                              | 0:0                                    | -                                      | Товарищеский матч                      |
| 2                                      | 24 мая 1953                            | Чили                                   | 2:1                                    | 1                                      | Товарищеский матч                      |
| 3                                      | 31 мая 1953                            | Уругвай                                | 1:2                                    | 1                                      | Товарищеский матч                      |
| 4                                      | 17 июня 1954                           | Бельгия                                | 4:4                                    | -                                      | Финальные матчи ЧМ-1954                |
| 5                                      | 20 июня 1954                           | Швейцария                              | 2:0                                    | -                                      | Финальные матчи ЧМ-1954                |
| 6                                      | 14 апреля 1956                         | Шотландия                              | 1:1                                    | -                                      | Чемпионат Британии 1955/56             |
| 7                                      | 9 мая 1956                             | Бразилия                               | 4:2                                    | 2                                      | Товарищеский матч                      |
| 8                                      | 16 мая 1956                            | Швеция                                 | 0:0                                    | -                                      | Товарищеский матч                      |
| 9                                      | 20 мая 1956                            | Финляндия                              | 5:1                                    | -                                      | Товарищеский матч                      |
| 10                                     | 26 мая 1956                            | ФРГ                                    | 3:1                                    | -                                      | Товарищеский матч                      |
| 11                                     | 6 октября 1956                         | Северная Ирландия                      | 1:1                                    | -                                      | Чемпионат Британии 1956/57             |
| 12                                     | 28 ноября 1956                         | Югославия                              | 3:0                                    | 2                                      | Товарищеский матч                      |
| 13                                     | 5 декабря 1956                         | Дания                                  | 5:2                                    | 3                                      | Отборочные матчи ЧМ-1958               |
| 14                                     | 8 мая 1957                             | Ирландия                               | 5:1                                    | 3                                      | Отборочные матчи ЧМ-1958               |
| 15                                     | 15 мая 1957                            | Дания                                  | 4:1                                    | 2                                      | Отборочные матчи ЧМ-1958               |
| 16                                     | 19 мая 1957                            | Ирландия                               | 1:1                                    | -                                      | Отборочные матчи ЧМ-1958               |
| 17                                     | 19 октября 1957                        | Уэльс                                  | 4:0                                    | -                                      | Чемпионат Британии 1957/58             |
| 18                                     | 6 ноября 1957                          | Северная Ирландия                      | 2:3                                    | -                                      | Чемпионат Британии 1957/58             |
| 19                                     | 27 ноября 1957                         | Франция                                | 4:0                                    | 2                                      | Товарищеский матч                      |

Итого: 19 матчей / 16 голов; 11 побед, 6 ничьих, 2 поражения.

### Матчи за вторую сборную Англии
| Матчи и голы Тейлора за вторую сборную Англии | Матчи и голы Тейлора за вторую сборную Англии | Матчи и голы Тейлора за вторую сборную Англии | Матчи и голы Тейлора за вторую сборную Англии | Матчи и голы Тейлора за вторую сборную Англии | Матчи и голы Тейлора за вторую сборную Англии |
| --------------------------------------------- | --------------------------------------------- | --------------------------------------------- | --------------------------------------------- | --------------------------------------------- | --------------------------------------------- |
| №                                             | Дата                                          | Соперник                                      | Счёт                                          | Голы Тейлора                                  | Соревнование                                  |
| 1                                             | 29 февраля 1956                               | Шотландия (B)                                 | 2:2                                           | 1                                             | Товарищеский матч                             |
| 2                                             | 21 марта 1956                                 | Швейцария                                     | 4:1                                           | 3                                             | Товарищеский матч                             |

Итого: 2 матча / 4 гола; 2 победы.

## Достижения
Манчестер Юнайтед
- Чемпион Первого дивизиона (2): 1955/56, 1956/57
- Обладатель Суперкубка Англии (2): 1956, 1957
- Итого: 4 трофея

## Статистика выступлений
| Клуб              | Сезон            | Лига | Лига | Кубок Англии | Кубок Англии | Кубок чемпионов | Кубок чемпионов | Суперкубок Англии | Суперкубок Англии | Итого | Итого |
| Клуб              | Сезон            | Игры | Голы | Игры         | Голы         | Игры            | Голы            | Игры              | Голы              | Игры  | Голы  |
| ----------------- | ---------------- | ---- | ---- | ------------ | ------------ | --------------- | --------------- | ----------------- | ----------------- | ----- | ----- |
| Барнсли           | 1950/51          | 12   | 7    | 0            | 0            | -               | -               | 0                 | 0                 | 12    | 7     |
| Барнсли           | 1951/52          | 4    | 0    | 0            | 0            | -               | -               | 0                 | 0                 | 4     | 0     |
| Барнсли           | 1952/53          | 28   | 19   | 2            | 2            | -               | -               | 0                 | 0                 | 30    | 21    |
| Барнсли           | Итого            | 44   | 26   | 2            | 2            | 0               | 0               | 0                 | 0                 | 46    | 28    |
| Манчестер Юнайтед | 1952/53          | 11   | 7    | 0            | 0            | -               | -               | 0                 | 0                 | 11    | 7     |
| Манчестер Юнайтед | 1953/54          | 35   | 22   | 1            | 1            | -               | -               | 0                 | 0                 | 36    | 23    |
| Манчестер Юнайтед | 1954/55          | 30   | 20   | 1            | 0            | -               | -               | 0                 | 0                 | 31    | 20    |
| Манчестер Юнайтед | 1955/56          | 33   | 25   | 1            | 0            | -               | -               | 0                 | 0                 | 34    | 25    |
| Манчестер Юнайтед | 1956/57          | 32   | 22   | 4            | 4            | 8               | 8               | 1                 | 0                 | 45    | 34    |
| Манчестер Юнайтед | 1957/58          | 25   | 16   | 2            | 0            | 6               | 3               | 1                 | 3                 | 34    | 22    |
| Манчестер Юнайтед | Итого            | 166  | 112  | 9            | 5            | 14              | 11              | 2                 | 3                 | 191   | 131   |
| Всего за карьеру  | Всего за карьеру | 210  | 138  | 11           | 7            | 14              | 11              | 2                 | 3                 | 237   | 159   |